# Parco nazionale di Boma
Il parco nazionale di Boma è un'area protetta situata nello stato di Jonglei, nella parte orientale del Sudan del Sud, vicino al confine etiope. Venne dichiarato parco nazionale nel 1979 e nel 1981 venne istituito su un'area di 22.800 km² (20.000 secondo la IUCN). Fa parte, insieme al parco nazionale di Bandingilo, dell'ecosistema denominato «Paesaggio migratorio Boma-Bandingilo». Il parco si trova a un'altitudine compresa tra 400 e 1100 m. Le precipitazioni annue diminuiscono da 1200 mm nel nord a 600 mm nel sud.

## Geografia
Il parco si trova a sud-est della città di Pibor Post: si estende tra i fiumi Kangen ad ovest e Oboth a nord-est e dal fiume Kurun a sud alle paludi di Guom a nord. Due terzi dell'area sono costituiti da una piatta pianura alluvionale, continuazione sud-orientale della più estesa regione del Sudd; verso est l'altitudine aumenta fino a raggiungere l'altopiano di Boma (1100 m ca.). La zona è attraversata da molti fiumi, i rami sorgentiferi e gli affluenti del Pibor, che straripano durante la stagione delle piogge da aprile a dicembre. Le montagne che sorgono ad est lungo il confine etiope sono ricoperte da una rada foresta formata da Combretum e fichi.
Il parco venne istituito originariamente per proteggere una particolare sottospecie di antilope, il kob dalle orecchie bianche (Kobus kob leucotis), nonché altri animali minacciati, come il tiang (Damaliscus lunatus tiang), sottospecie del damalisco, i bufali, le gazzelle di Mongalla, gli  elefanti e i leopardi. Sono presenti anche giraffe, zebre, orici, alcelafi e predatori come i ghepardi. Nel 2008, proprio nel parco nazionale di Boma è stata registrata la più alta diversità di specie di mammiferi del Sudan.

## Situazione politica
Sfortunatamente il parco è stato uno dei teatri nel quale è stata combattuta la guerra civile sudanese. Dal momento che in seguito agli accordi di pace di Khartoum del 2005 il Sudan del Sud ha iniziato ad autogovernarsi, non è ancora chiaro sotto quale forma verrà ripristinato il parco nazionale di Boma. Numerosi animali sono fuggiti in Etiopia durante la guerra civile, mentre altri sono stati usati come fonte di cibo. Il parco è minacciato dalla mancanza di infrastrutture, che rende difficile la sua sorveglianza, dalla presenza di sfollati della guerra civile, alcuni dei quali si sono insediati nel parco, dai taglialegna alla ricerca di una materia prima che scarseggia ormai da decenni e dai cacciatori muniti di armi da guerra. Anche il parco nazionale di Gambela, situato un po' più a nord sul lato etiope, è minacciato. Lo sviluppo turistico della regione non è ancora previsto.
Nel luglio 2008 è stato firmato un contratto tra la Al Ain National Wildlife, una società degli Emirati Arabi Uniti, e il Ministry of Wildlife del Sudan del Sud per lo sviluppo turistico di un'area di 1,68 milioni di ettari all'interno del parco nazionale di Boma. La Al Ain ha iniziato i lavori nel 2009 e nel 2011 sono state completate una pista di atterraggio e diverse pensioni. I residenti della regione non sono stati coinvolti nelle negoziazioni e nello sviluppo del progetto. Per l'attuazione del progetto turistico dovranno essere ricollocate da 10.000 a 15.000 persone.